# Ligue des champions de la CAF 2014
Navigation
Édition précédente Édition suivante
La Ligue des champions de la CAF 2014 est la 50e édition de la plus importante compétition africaine de clubs mettant aux prises les meilleures clubs de football du continent africain. Il s'agit également de la 18e édition sous la dénomination Ligue des champions. Le tirage au sort a eu lieu en décembre 2013. La compétition a débuté le 15 février 2014.

## Calendrier
Voici le calendrier officiel publié sur le site Internet de la CAF.
| Nom                                             | Tirage au sort | Match aller                  | Match retour                       | Participants |
| ----------------------------------------------- | -------------- | ---------------------------- | ---------------------------------- | ------------ |
| Phase qualificative                             |                |                              |                                    |              |
| Tour préliminaire                               | 16 décembre    | 7-9 février                  | 14-16 février                      | 52 → 26      |
| Premier tour                                    | 16 décembre    | 28 fév.-2 mars               | 7-9 mars                           | 26+6 → 16    |
| Deuxième tour                                   | 16 décembre    | 21-23 mars                   | 28-30 mars                         | 16 → 8       |
| Phase de groupes                                |                |                              |                                    |              |
| Journées 1 et 5 Journées 2 et 6 Journées 3 et 4 | 29 avril       | 16-18 mai 24-25 mai 6-8 juin | 8-10 août 22-24 août 25-27 juillet | 8 → 4        |
| Phase finale                                    |                |                              |                                    |              |
| Demi-finales                                    | 29 avril       | 20-21 septembre              | 27-28 septembre                    | 4 → 2        |
| Finale                                          | 29 avril       | 26 octobre                   | 1er novembre                       | 2 → 1        |

## Primes monétaires
Les primes monétaires de l'édition 2014 sont distribués aux clubs terminant dans les 8 premiers, comme suit :
| Classement     | Club        | Fédération |
| -------------- | ----------- | ---------- |
| Vainqueur      | 1 425 000 $ | 75 000 $   |
| Finaliste      | 950 000 $   | 50 000 $   |
| Demi-finaliste | 665 000 $   | 35 000 $   |
| 3e du groupe   | 475 000 $   | 25 000 $   |
| 4e du groupe   | 380 000 $   | 20 000 $   |

## Participants
- Théoriquement, jusqu'à 56 fédérations membres de la CAF peuvent entrer dans la CAF Champions League 2014.
- Les 12 pays les mieux classés en fonction du Classement 5-Year de la CAF peuvent également inscrire 2 équipes par compétition. Pour la compétition de cette année, la Confédération africaine de football va utiliser Classement 5-Year de la CAF d'entre 2008 et 2012. En conséquence, 58 clubs ont pu entrer dans le tournoi.

Ci-dessous le schéma de qualification pour la compétition. Les nations sont affichées en fonction de leur Classement 5-Year de la CAF:
| Fédérations avec deux représentants (Classées 1-12) | Fédérations avec deux représentants (Classées 1-12) | Fédérations avec deux représentants (Classées 1-12) |
| Fédération                                          | Club                                                | Classement                                          |
| --------------------------------------------------- | --------------------------------------------------- | --------------------------------------------------- |
| Tunisie 1er - 90 pts                                | CS sfaxien                                          | Champion de Tunisie 2012-2013                       |
| Tunisie 1er - 90 pts                                | ES Tunis                                            | Vice-champion de Tunisie 2012-2013                  |
| Égypte 2e - 70 pts                                  | Al Ahly SC T                                        | Champion d'Égypte 2010-2011                         |
| Égypte 2e - 70 pts                                  | Zamalek SC                                          | Vice-champion d'Égypte 2010-2011                    |
| Nigeria 3e - 63 pts                                 | Kano Pillars FC                                     | Champion du Nigeria 2013                            |
| Nigeria 3e - 63 pts                                 | Enyimba FC                                          | Vice-champion du Nigeria 2013                       |
| Soudan 4e - 54 pts                                  | Al Merreikh                                         | Champion du Soudan 2013                             |
| Soudan 4e - 54 pts                                  | Al Hilal                                            | Vice-champion du Soudan 2013                        |
| Maroc 5e - 53 pts                                   | Raja CA                                             | Champion du Maroc 2012-2013                         |
| Maroc 5e - 53 pts                                   | AS FAR                                              | Vice-champion du Maroc 2012-2013                    |
| RD Congo 6e - 48 pts                                | TP Mazembe                                          | Champion de RD Congo 2013                           |
| RD Congo 6e - 48 pts                                | AS Vita Club                                        | Vice-champion de RD du Congo 2013                   |
| Algérie, 7e - 40 pts                                | ES Sétif                                            | Champion d'Algérie 2012-2013                        |
| Mali 8e - 31 pts                                    | Stade malien                                        | Champion du Mali 2012-2013                          |
| Mali 8e - 31 pts                                    | AS Real Bamako                                      | Vice-champion du Mali 2012-2013                     |
| Rép. du Congo 9e - 20 pts                           | AC Léopards                                         | Champion du Congo 2013                              |
| Rép. du Congo 9e - 20 pts                           | Diables noirs                                       | Vice-champion du Congo 2013                         |
| Angola 10e - 18 pts                                 | Kabuscorp SC                                        | Champion d'Angola 2013                              |
| Angola 10e - 18 pts                                 | Primeiro de Agosto                                  | Vice-champion d'Angola 2013                         |
| Cameroun 11e - 12 pts                               | Coton Sport FC                                      | Champion du Cameroun 2013                           |
| Cameroun 11e - 12 pts                               | Les Astres FC                                       | Vice-champion du Cameroun 2013                      |
| Ghana 12e - 11 pts                                  | Asante Kotoko FC                                    | Champion du Ghana 2012-2013                         |
| Ghana 12e - 11 pts                                  | Berekum Chelsea FC                                  | Champion du Ghana 2012-2013                         |

| Fédérations avec un seul représentant (Classées plus bas que la 12e place) | Fédérations avec un seul représentant (Classées plus bas que la 12e place) | Fédérations avec un seul représentant (Classées plus bas que la 12e place) |
| Fédération                                                                 | Club                                                                       | Classement                                                                 |
| -------------------------------------------------------------------------- | -------------------------------------------------------------------------- | -------------------------------------------------------------------------- |
| Zimbabwe 13e - 8 pts                                                       | Dynamos FC                                                                 | Champion du Zimbabwe 2013                                                  |
| Zambie 14e - 7 pts                                                         | Nkana FC                                                                   | Champion de Zambie 2013                                                    |
| Côte d'Ivoire 15e - 6 pts                                                  | Séwé Sports                                                                | Champion de Côte d'Ivoire 2012-2013                                        |
| Libye 15e - 6 pts                                                          | Al Ahly Benghazi                                                           | Leader du groupe B du Championnat de Libye 2013-2014 après la phase aller  |
| Niger 17e - 3 pts                                                          | AS Douanes Niamey                                                          | Champion du Niger 2012-2013                                                |
| Afrique du Sud                                                             | Kaizer Chiefs FC                                                           | Champion d'Afrique du Sud 2012-2013                                        |
| Botswana                                                                   | Mochudi Centre Chiefs                                                      | Champion du Botswana 2012-2013                                             |
| Burkina Faso                                                               | ASFA Yennenga                                                              | Champion du Burkina Faso 2013                                              |
| Burundi                                                                    | Flambeau de l'Est FC                                                       | Champion du Burundi 2012-2013                                              |
| Comores                                                                    | Komorozine de Domoni                                                       | Champion des Comores 2013                                                  |
| Guinée équatoriale                                                         | Akonangui FC                                                               | Champion de Guinée équatoriale 2013                                        |
| Éthiopie                                                                   | Dedebit FC                                                                 | Champion d'Éthiopie 2012-2013                                              |
| Gabon                                                                      | US Bitam                                                                   | Champion du Gabon 2012-2013                                                |
| Gambie                                                                     | Steve Biko FC                                                              | Champion de Gambie 2013                                                    |
| Guinée                                                                     | Horoya AC                                                                  | Champion de Guinée 2013                                                    |
| Guinée-Bissau                                                              | CF Os Balantas                                                             | Champion de Guinée-Bissau 2013                                             |
| Kenya                                                                      | Gor Mahia FC                                                               | Champion du Kenya 2013                                                     |
| Lesotho                                                                    | Lioli FC                                                                   | Champion du Lesotho 2012-2013                                              |
| Liberia                                                                    | Barrack Young Controllers FC                                               | Champion du Liberia 2012-2013                                              |
| Madagascar                                                                 | CNAPS Sport                                                                | Champion de Madagascar 2013                                                |
| Mauritanie                                                                 | FC Nouadhibou                                                              | Champion de Mauritanie 2012-2013                                           |
| Mozambique                                                                 | Liga Muçulmana                                                             | Champion du Mozambique 2012                                                |
| Namibie                                                                    | Black Africa FC                                                            | Champion de Namibie 2012-2013                                              |
| Rwanda                                                                     | Rayon Sports FC                                                            | Champion du Rwanda 2012-2013                                               |
| Sao Tomé-et-Principe                                                       | SC Praia Cruz                                                              | Champion de São Tomé et Principe 2013                                      |
| Sénégal                                                                    | Diambars FC                                                                | Champion du Sénégal 2013                                                   |
| Seychelles                                                                 | Côte d'Or FC                                                               | Champion des Seychelles 2013                                               |
| Sierra Leone                                                               | Diamond Stars FC                                                           | Champion de Sierra Leone 2013                                              |
| Soudan du Sud                                                              | Atlabara Football Club                                                     | Champion du Soudan du Sud 2013                                             |
| Swaziland                                                                  | Mbabane Swallows                                                           | Champion du Swaziland 2012-2013                                            |
| Tanzanie                                                                   | Young Africans FC                                                          | Champion de Tanzanie 2012-2013                                             |
| Tchad                                                                      | Foullah Edifice FC                                                         | Champion du Tchad 2013                                                     |
| Togo                                                                       | Anges FC                                                                   | Champion du Togo 2013                                                      |
| Ouganda                                                                    | Kampala City Council                                                       | Champion d'Ouganda 2012-2013                                               |
| Zanzibar                                                                   | KMKM FC                                                                    | Champion de Zanzibar 2013                                                  |

## Phase qualificative

### Tour préliminaire
Les six meilleures équipes africaines sont exemptes lors de ce tour :
- CS sfaxien
- ES Tunis
- Al Ahly SC
- Al Hilal
- TP Mazembe
- Coton Sport FC

| Match | Équipe 1           | Résultat | Équipe 2                     | Aller | Retour | Tab   |
| ----- | ------------------ | -------- | ---------------------------- | ----- | ------ | ----- |
| 1     | Young Africans FC  | 12 - 2   | Komorozine de Domoni         | 7 - 0 | 5 - 2  | -     |
| 2     | Berekum Chelsea FC | 2 - 2    | Atlabara Football Club       | 2 - 0 | 0 - 2  | 3 - 0 |
| 3     | Al Ahly Benghazi   | 4 - 2    | Foullah Edifice FC           | 4 - 0 | 0 - 2  | -     |
| 4     | Gor Mahia FC       | 1 - 1    | US Bitam                     | 1 - 0 | 0 - 1  | 4 - 2 |
| 5     | Enyimba FC         | 4 - 3    | Anges FC                     | 3 - 1 | 1 - 2  | -     |
| 6     | AS FAR             | 3 - 3E   | AS Real Bamako               | 2 - 2 | 1 - 1  | -     |
| 7     | Les Astres FC      | 4 - 0    | Akonangui FC                 | 3 - 0 | 1 - 0  | -     |
| 8     | Asante Kotoko FC   | 2 - 2E   | Barrack Young Controllers FC | 2 - 1 | 0 - 1  | -     |
| 9     | Séwé Sports        | -        | CF Os Balantas forfait       | -     | -      | -     |
| 10    | Dedebit FC         | 3 - 2    | KMKM FC                      | 3 - 0 | 0 - 2  | -     |
| 11    | FC Nouadhibou      | 1 - 4    | Horoya AC                    | 1 - 1 | 0 - 3  | -     |
| 12    | Raja CA            | 8 - 1    | Diamond Stars FC             | 6 - 0 | 2 - 1  | -     |
| 13    | Diables noirs      | 1 - 2    | Flambeau de l'Est FC         | 0 - 1 | 1 - 1  | -     |
| 14    | ES Sétif           | -        | Steve Biko FC forfait        | -     | -      | -     |
| 15    | Diambars FC        | 1 - 1    | ASFA Yennenga                | 1 - 0 | 0 - 1  | 2 - 4 |
| 16    | SC Praia Cruz      | 3 - 7    | Stade malien                 | 3 - 2 | 0 - 5  | -     |
| 17    | AC Léopards        | 2E - 2   | Rayon Sports FC              | 0 - 0 | 2 - 2  | -     |
| 18    | Primeiro de Agosto | 3 - 2    | Lioli FC                     | 2 - 0 | 1 - 2  | -     |
| 19    | Kaizer Chiefs FC   | 4 - 1    | Black Africa FC              | 3 - 0 | 1 - 1  | -     |
| 20    | Liga Muçulmana     | 1 - 0    | CNAPS Sport                  | 1 - 0 | 0 - 0  | -     |
| 21    | Dynamos FC         | 4 - 1    | Mochudi Centre Chiefs        | 3 - 0 | 1 - 1  | -     |
| 22    | AS Vita Club       | 4 - 3    | Kano Pillars FC              | 3 - 1 | 1 - 2  | -     |
| 23    | Zamalek SC         | 3 - 0    | AS Douanes Niamey            | 2 - 0 | 1 - 0  | -     |
| 24    | Kabuscorp SC       | 7 - 2    | Côte d'Or FC                 | 5 - 1 | 2 - 1  | -     |
| 25    | Mbabane Swallows   | 4 - 5    | Nkana FC                     | 2 - 0 | 2 - 5  | -     |
| 26    | Al Merreikh        | 2 - 3    | Kampala City Council         | 0 - 2 | 2 - 1  | -     |

### Premier tour
| Match | Équipe 1                     | Résultat | Équipe 2             | Aller | Retour | Tab   |
| ----- | ---------------------------- | -------- | -------------------- | ----- | ------ | ----- |
| 1     | Young Africans FC            | 1 - 1    | Al Ahly SC           | 1 - 0 | 0 - 1  | 3 - 4 |
| 2     | Berekum Chelsea FC           | 1 - 3    | Al Ahly Benghazi     | 1 - 1 | 0 - 2  | -     |
| 3     | Gor Mahia FC                 | 2 - 8    | ES Tunis             | 2 - 3 | 0 - 5  | -     |
| 4     | Enyimba FC                   | 2 - 2E   | AS Real Bamako       | 1 - 2 | 1 - 0  | -     |
| 5     | Les Astres FC                | 1 - 4    | TP Mazembe           | 1 - 1 | 0 - 3  | -     |
| 6     | Barrack Young Controllers FC | 3 - 4    | Séwé Sports          | 3 - 3 | 0 - 1  | -     |
| 7     | Dedebit FC                   | 1 - 4    | CS sfaxien           | 1 - 2 | 0 - 2  | -     |
| 8     | Horoya AC                    | 1 - 1    | Raja CA              | 1 - 0 | 0 - 1  | 5 - 4 |
| 9     | Flambeau de l'Est FC         | 1 - 5    | Coton Sport FC       | 1 - 0 | 0 - 5  | -     |
| 10    | ES Sétif                     | 5 - 0    | ASFA Yennenga        | 5 - 0 | 0 - 0  | -     |
| 11    | Stade malien                 | 0 - 2    | Al Hilal             | 0 - 0 | 0 - 2  | -     |
| 12    | AC Léopards                  | 4 - 3    | Primeiro de Agosto   | 4 - 1 | 0 - 2  | -     |
| 13    | Kaizer Chiefs FC             | 7 - 0    | Liga Muçulmana       | 4 - 0 | 3 - 0  | -     |
| 14    | Dynamos FC                   | 0 - 1    | AS Vita Club         | 0 - 0 | 0 - 1  | -     |
| 15    | Zamalek SC                   | 1 - 0    | Kabuscorp SC         | 1 - 0 | 0 - 0  | -     |
| 16    | Nkana FC                     | 4 - 3    | Kampala City Council | 2 - 2 | 2 - 1  | -     |

### Deuxième tour
| Match | Équipe 1         | Résultat | Équipe 2         | Aller | Retour |
| ----- | ---------------- | -------- | ---------------- | ----- | ------ |
| 1     | Al Ahly Benghazi | 4 - 2    | Al Ahly SC       | 1 - 0 | 3 - 2  |
| 2     | AS Real Bamako   | 1 - 4    | ES Tunis         | 1 - 1 | 0 - 3  |
| 3     | Séwé Sports      | 2 - 2E   | TP Mazembe       | 2 - 1 | 0 - 1  |
| 4     | Horoya AC        | 0 - 3    | CS sfaxien       | 0 - 1 | 0 - 2  |
| 5     | ES Sétif         | 2 - 0    | Coton Sport FC   | 1 - 0 | 1 - 0  |
| 6     | AC Léopards      | 1 - 1E   | Al Hilal         | 1 - 1 | 0 - 0  |
| 7     | AS Vita Club     | 3 - 2    | Kaizer Chiefs FC | 3 - 0 | 0 - 2  |
| 8     | Nkana FC         | 0 - 5    | Zamalek SC       | 0 - 0 | 0 - 5  |

## Phase de groupes
Le tirage au sort a lieu le 29 avril 2014 au Caire. Les deux meilleures équipes de chaque groupe se qualifient pour les demi-finales.
| Chapeau 1  | Chapeau 2 | Chapeau 3  | Chapeau 4        |
| ---------- | --------- | ---------- | ---------------- |
| ES Tunis   | CS Sfax   | Zamalek SC | AS Vita Club     |
| TP Mazembe | Al Hilal  | ES Sétif   | Al Ahly Benghazi |

### Groupe A
| Rang | Équipe       | Pts | J | G | N | P | Bp | Bc | Diff |  | Résultats (▼ dom., ► ext.) |     |     |     |     |
| ---- | ------------ | --- | - | - | - | - | -- | -- | ---- |  | -------------------------- | --- | --- | --- | --- |
| 1    | TP Mazembe   | 11  | 6 | 3 | 2 | 1 | 5  | 2  | +3   |  | TP Mazembe                 |     | 1-0 | 3-1 | 1-0 |
| 2    | AS Vita Club | 11  | 6 | 3 | 2 | 1 | 6  | 4  | +2   |  | AS Vita Club               | 0-0 |     | 2-1 | 2-1 |
| 3    | Al Hilal     | 7   | 6 | 2 | 1 | 3 | 7  | 9  | -2   |  | Al Hilal                   | 1-0 | 1-1 |     | 2-1 |
| 4    | Zamalek SC   | 4   | 6 | 1 | 1 | 4 | 4  | 7  | -3   |  | Zamalek SC                 | 0-0 | 0-1 | 2-1 |     |

### Groupe B
| Rang | Équipe           | Pts | J | G | N | P | Bp | Bc | Diff |  | Résultats (▼ dom., ► ext.) |     |     |     |     |
| ---- | ---------------- | --- | - | - | - | - | -- | -- | ---- |  | -------------------------- | --- | --- | --- | --- |
| 1    | CS sfaxien       | 11  | 6 | 3 | 2 | 1 | 8  | 5  | +3   |  | CS sfaxien                 |     | 1-1 | 1-0 | 3-1 |
| 2    | ES Sétif         | 10  | 6 | 2 | 4 | 0 | 9  | 6  | +3   |  | ES Sétif                   | 1-1 |     | 2-2 | 1-1 |
| 3    | ES Tunis         | 7   | 6 | 2 | 1 | 3 | 8  | 9  | -1   |  | ES Tunis                   | 2-1 | 1-2 |     | 1-0 |
| 4    | Al Ahly Benghazi | 4   | 6 | 1 | 1 | 4 | 5  | 10 | -5   |  | Al Ahly Benghazi           | 0-1 | 0-2 | 3-2 |     |

## Phase finale

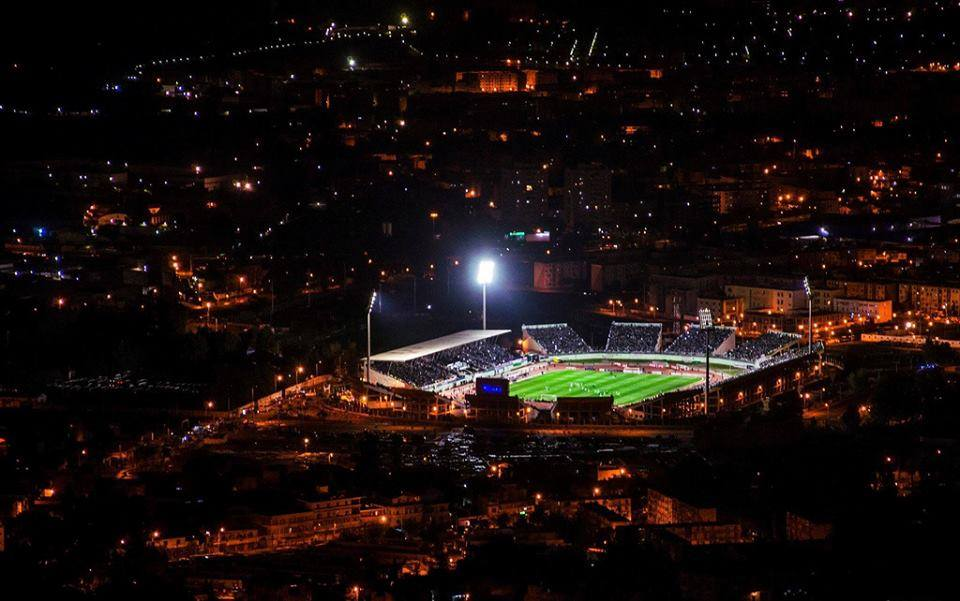
Le stade Chahid Mustapha Tchaker lors du match entre l'Algérie et l'Ethiopie pour les qualifications de la CAN 2017.

### Demi-finales
| Équipe 1     | Résultat | Équipe 2   | Aller | Retour |
| ------------ | -------- | ---------- | ----- | ------ |
| ES Sétif     | 4 - 4    | TP Mazembe | 2 - 1 | 2 - 3  |
| AS Vita Club | 4 - 2    | CS sfaxien | 2 - 1 | 2 - 1  |

### Finale
| Aller                             | AS Vita Club            | 2 - 2 | ES Sétif                       | Stade Tata-Raphaël, Kinshasa                   |                                                |
| 26 octobre 2014 15 h 30 UTC+01:00 | Mabidi 45+3e (pen.) 77e |       | 17e (csc) Mubele · 57e Djahnit | Spectateurs : 40 000 Arbitrage : Janny Sikazwe | Spectateurs : 40 000 Arbitrage : Janny Sikazwe |
| 26 octobre 2014 15 h 30 UTC+01:00 | Rapport                 |       |                                | Spectateurs : 40 000 Arbitrage : Janny Sikazwe | Spectateurs : 40 000 Arbitrage : Janny Sikazwe |

| Retour                              | ES Sétif   | 1 - 1 | AS Vita Club | Stade Mustapha-Tchaker, Blida                   |                                                 |
| 1er novembre 2014 19 h 15 UTC+01:00 | Younes 50e |       | 54e Mabidi   | Spectateurs : 28 500 Arbitrage : Bakary Gassama | Spectateurs : 28 500 Arbitrage : Bakary Gassama |
| 1er novembre 2014 19 h 15 UTC+01:00 | Rapport    |       |              | Spectateurs : 28 500 Arbitrage : Bakary Gassama | Spectateurs : 28 500 Arbitrage : Bakary Gassama |

### Tableau final
|  | Demi-finales | Demi-finales | Demi-finales | Demi-finales |              |              | Finale                                                | Finale | Finale | Finale |
|  |              |              |              |              |              |              |                                                       |        |        |        |
|  |              |              |              |              |              |              | 26 octobre 2014 / 1er novembre 2014, Kinshasa / Blida |        |        |        |
|  | ES Sétif     | ES Sétif     | 2            | 2E           |              |              |                                                       |        |        |        |
|  | ES Sétif     | ES Sétif     | 2            | 2E           |              |              |                                                       |        |        |        |
|  | TP Mazembe   | TP Mazembe   | 1            | 3            |              |              |                                                       |        |        |        |
|  | TP Mazembe   | TP Mazembe   | 1            | 3            | AS Vita Club | AS Vita Club | 2                                                     | 1      |        |        |
|  |              |              |              |              | AS Vita Club | AS Vita Club | 2                                                     | 1      |        |        |
|  |              |              | ES Sétif     | ES Sétif     | 2E           | 1            |                                                       |        |        |        |
|  | CS sfaxien   | CS sfaxien   | ES Sétif     | ES Sétif     | 2E           | 1            | 1                                                     | 1      |        |        |
|  | CS sfaxien   | CS sfaxien   |              |              |              |              |                                                       | 1      |        |        |
|  | AS Vita Club | AS Vita Club | 2            | 2            |              |              |                                                       |        |        |        |
|  | AS Vita Club | AS Vita Club | 2            | 2            |              |              |                                                       |        |        |        |

## Vainqueur
| Ligue des champions de la CAF Vainqueur 2014 |
| -------------------------------------------- |
| ES Sétif Deuxième titre                      |

## Meilleurs buteurs
| Rang | Joueur               | Club              | Buts |
| ---- | -------------------- | ----------------- | ---- |
| 1    | El Hedi Belameiri    | ES Sétif          | 6    |
| 1    | Firmin Ndombe Mubele | AS Vita Club      | 6    |
| 1    | Haythem Jouini       | ES Tunis          | 6    |
| 1    | Mrisho Ngasa         | Young Africans FC | 6    |
| 5    | Edward Sadomba       | Al Ahly Benghazi  | 5    |
| 5    | Knowledge Musona     | Kaizer Chiefs FC  | 5    |
| 5    | Mouhcine Iajour      | Raja CA           | 5    |